# Neoscona orizabensis
La araña manchada de Orizaba (Neoscona orizabensis), es un arácnido perteneciente a la familia Araneidae del orden Araneae, conocidas también como de telas orbiculares. Esta especie fue descrita por Pickard-Cambridge en 1904. El nombre del género Neoscona deriva del griego y su significado es "hilando entre los juncos"3. El epíteto específico, orizabensis, deriva de la localidad de donde procedió el organismo al momento de la descripción, ubicada en Orizaba, México1.

## Clasificación y descripción
Es una araña perteneciente a la familia Araneidae, cuyos miembros son conocidos comúnmente como “arañas de telas orbiculares”, y se encuentra incluido en el orden Araneae. Presenta ocho ojos dispuestos en forma de óvalo; el opistosoma es de forma ovalada; el color predominante es el negro, con vivos amarillos o cremas en la parte dorsal, como otras especies del género Neoscona, presenta cuatro puntos color crema o amarillos en la parte ventral o en su defecto, dos barras del mismo color; las patas son de color café claro, con anillos negros en las articulaciones. Es considerada un buen agente biológico de control de plagas. Se les puede hallar en el centro de la telaraña que construyen, la cual muestra el típico patrón circular.

## Distribución
Está distribuida desde Estados Unidos hasta Perú .

## Ambiente
Es de ambiente terrestre. Esta araña es de amplia distribución, por lo que se le puede hallar en una gran variedad de biotopos, en árboles de altura mediana, jardines urbanos, arbustos, etcétera. 

## Estado de conservación
Hasta el momento en México no se encuentra en ninguna categoría de protección, ni en la Lista Roja de la IUCN (International Union for Conservation of Nature) ni en CITES (Convención sobre el Comercio Internacional de Especies Amenazadas de Fauna y Flora Silvestres).